# Wuling Motors
Liuzhou Wuling Automobile Industry Co., Ltd. o Liuzhou Wuling  Industria AutomóvilCo., Ltda. fue creada en 2007 en Liuzhou, Guangxi, China, como una joint venture del Grupo Wuling y Dragon Hill Holdings Limited  (HK0305). Su nombre comercial es  Wuling Motors (五菱汽车) con tres filiales:  Liuzhou Wuling Motors United Development Co. Ltd., Liuzhou Wuling Special-purpose Vehicle Manufacturing Co. Ltd. and Liuzhou Wuling Liuji Power Co. Ltd., produciendo motores, vehículos de propósito especial  (concretamente mini coches eléctricos), vehículos de pasajeros, camiones y autobuses, y partes de coche.
En 2001, se creó SAIC Wuling Automóvil Co. Ltd. y en el año 2002 SAIC-GM-Wuling.  Es una joint venture de SAIC Motor y General Motors.
Ambas compañías utilizan la marca Wuling.

## Modelos de SAIC Wuling Automóvil Co. Ltd.

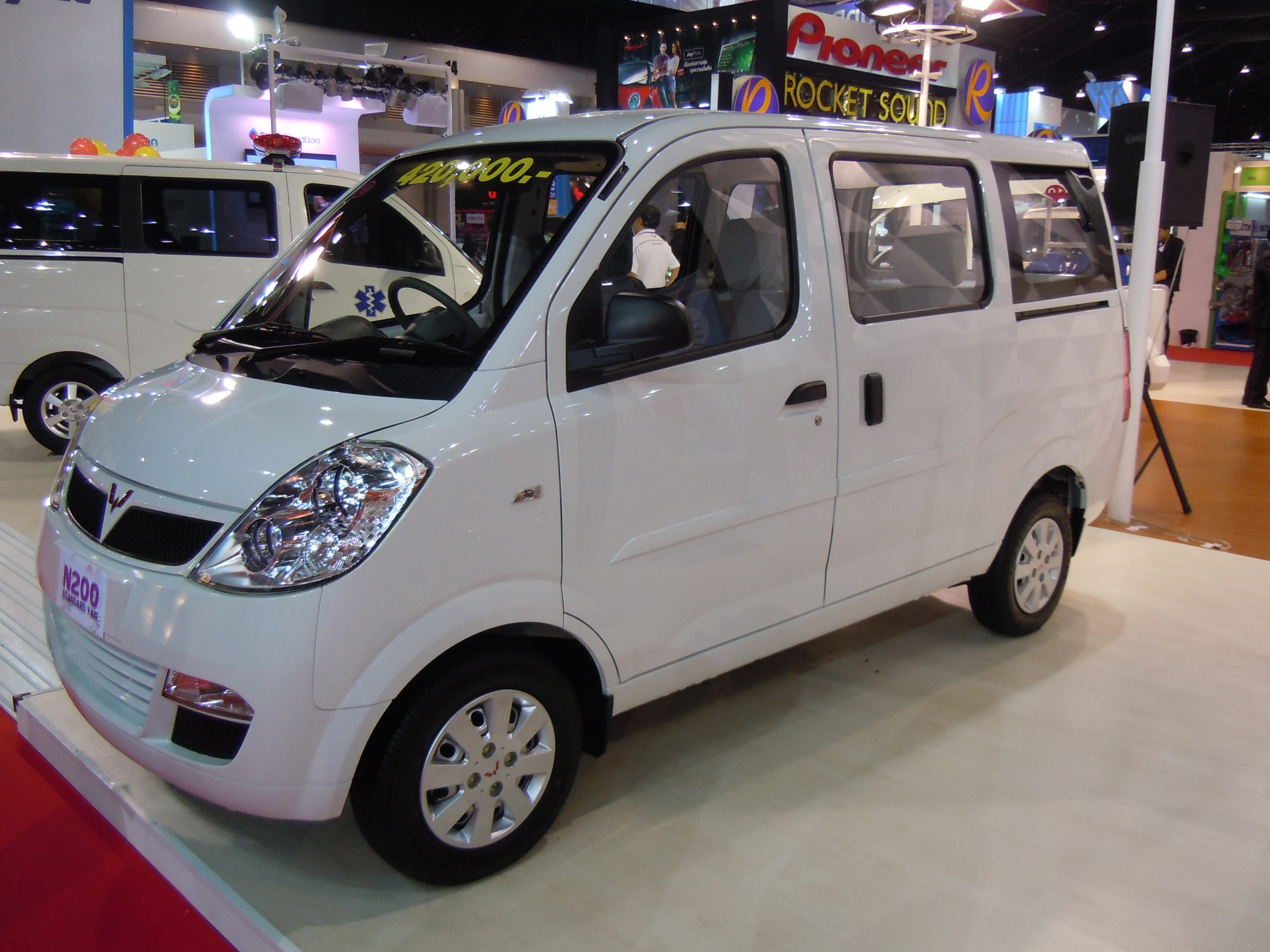
2011 Wuling N200 microvan

### Current Models

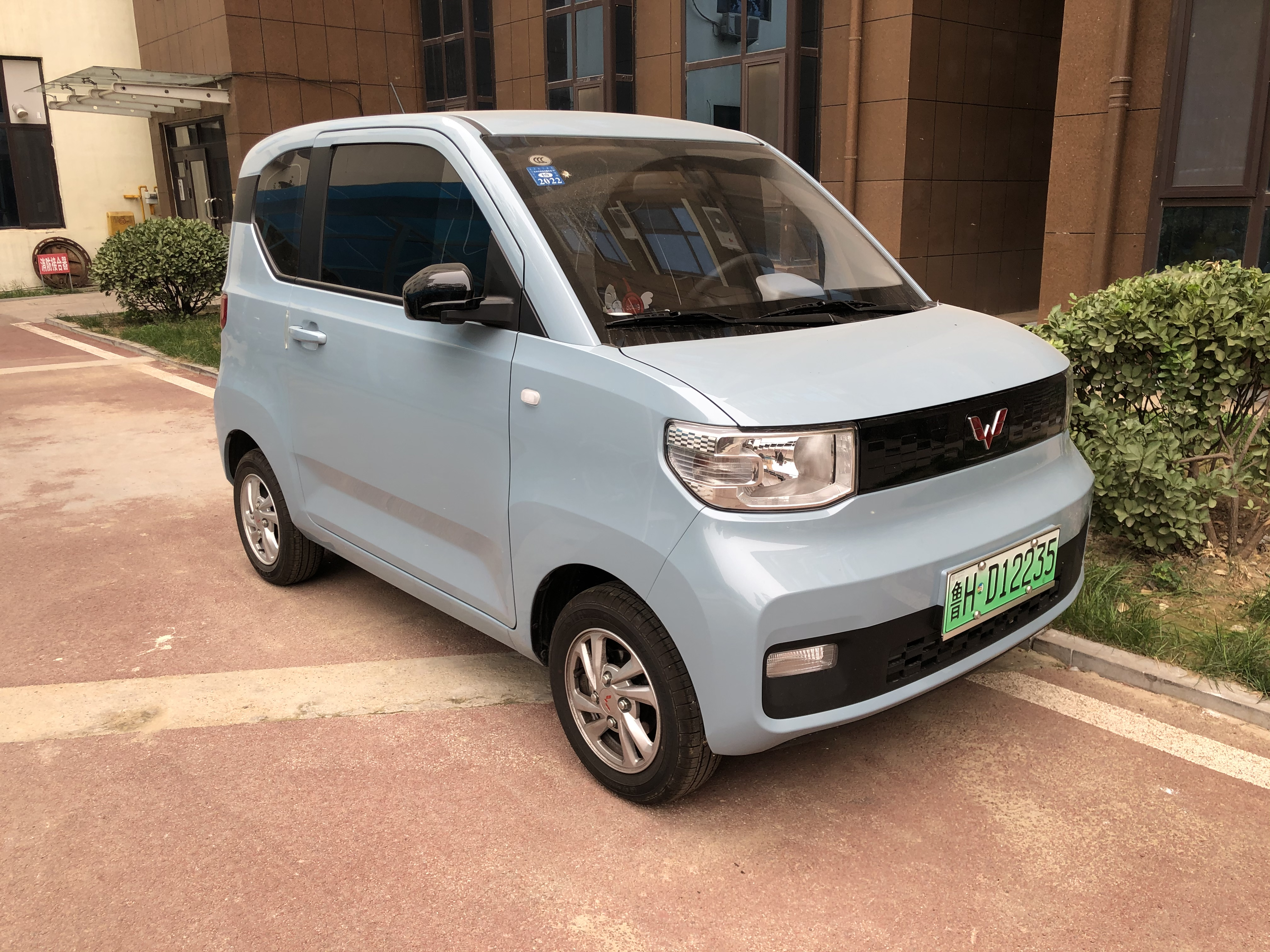
Hongguang Mini EV
- Air EV
- Asta
- Bingo
- Xingguang
- Xingchi
- Jiachen
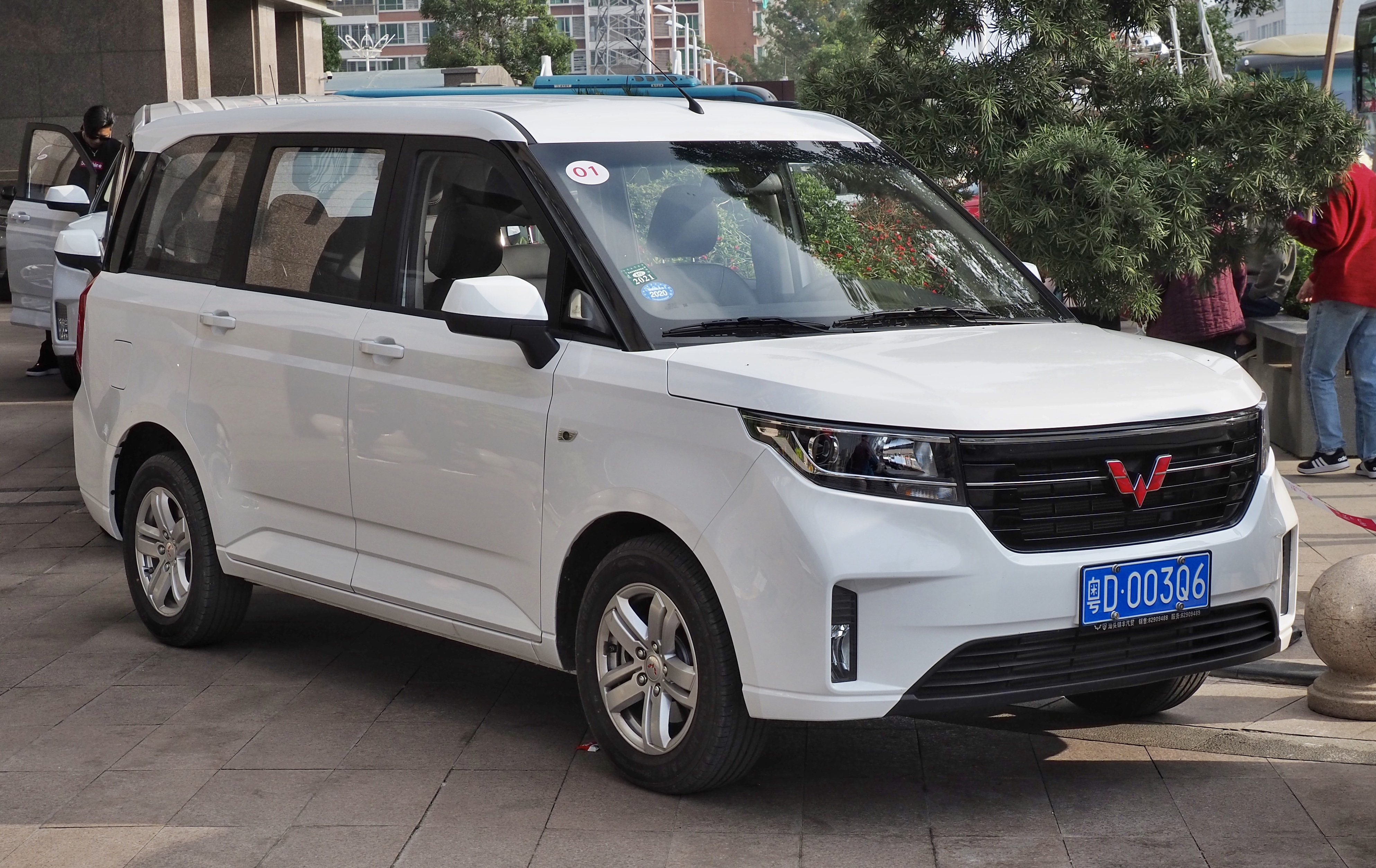
Hongguang Plus
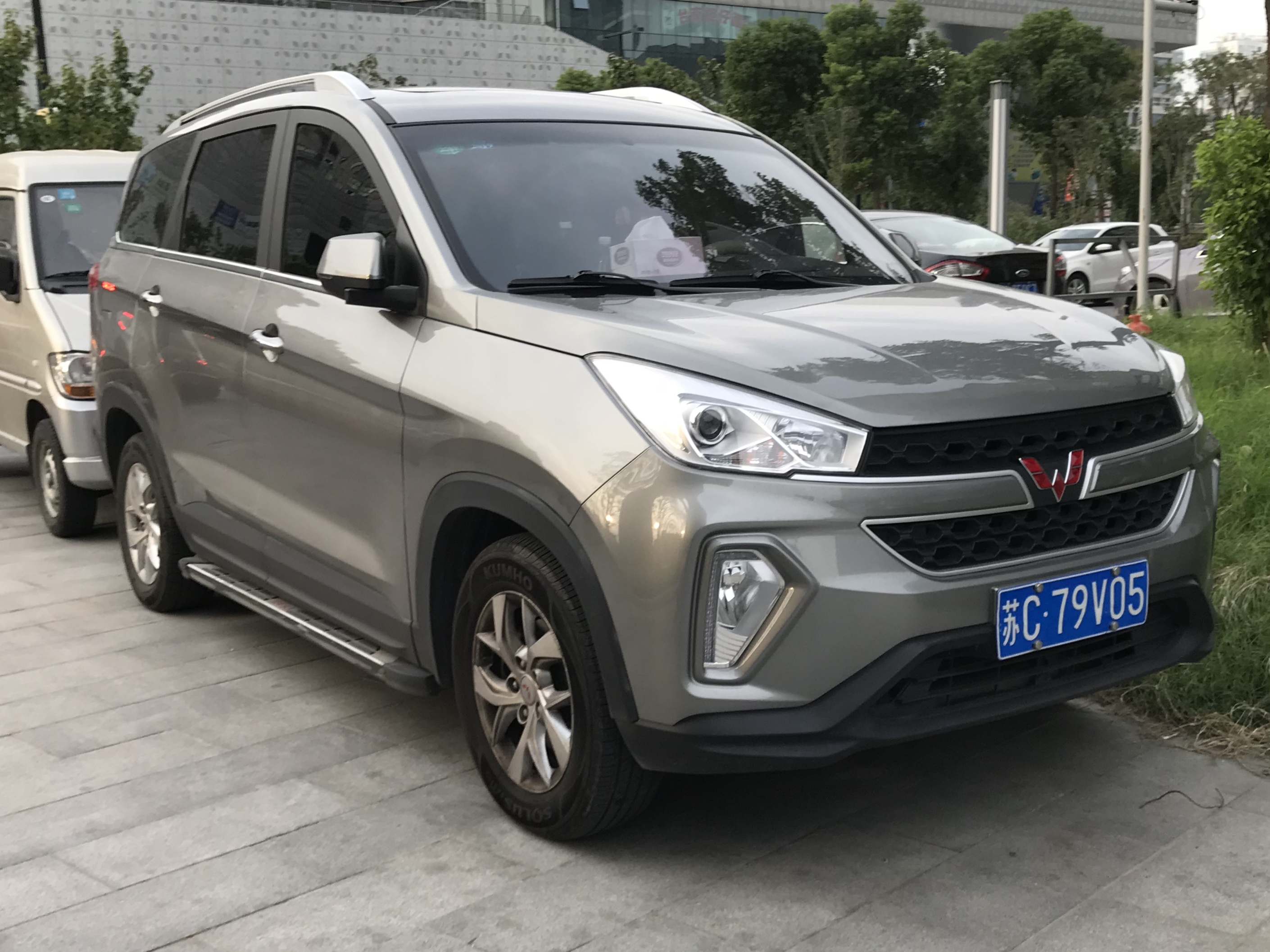
Hongguang S1
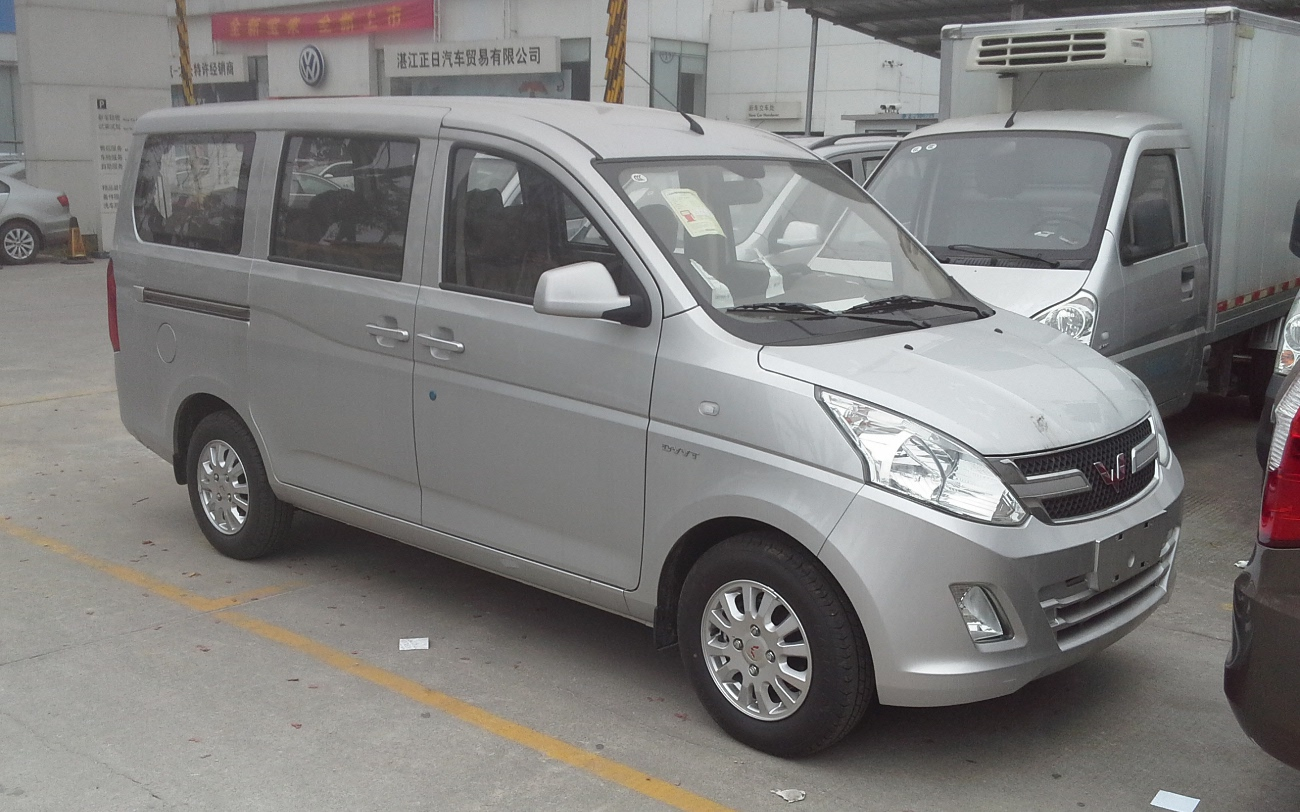
Hongguang S3
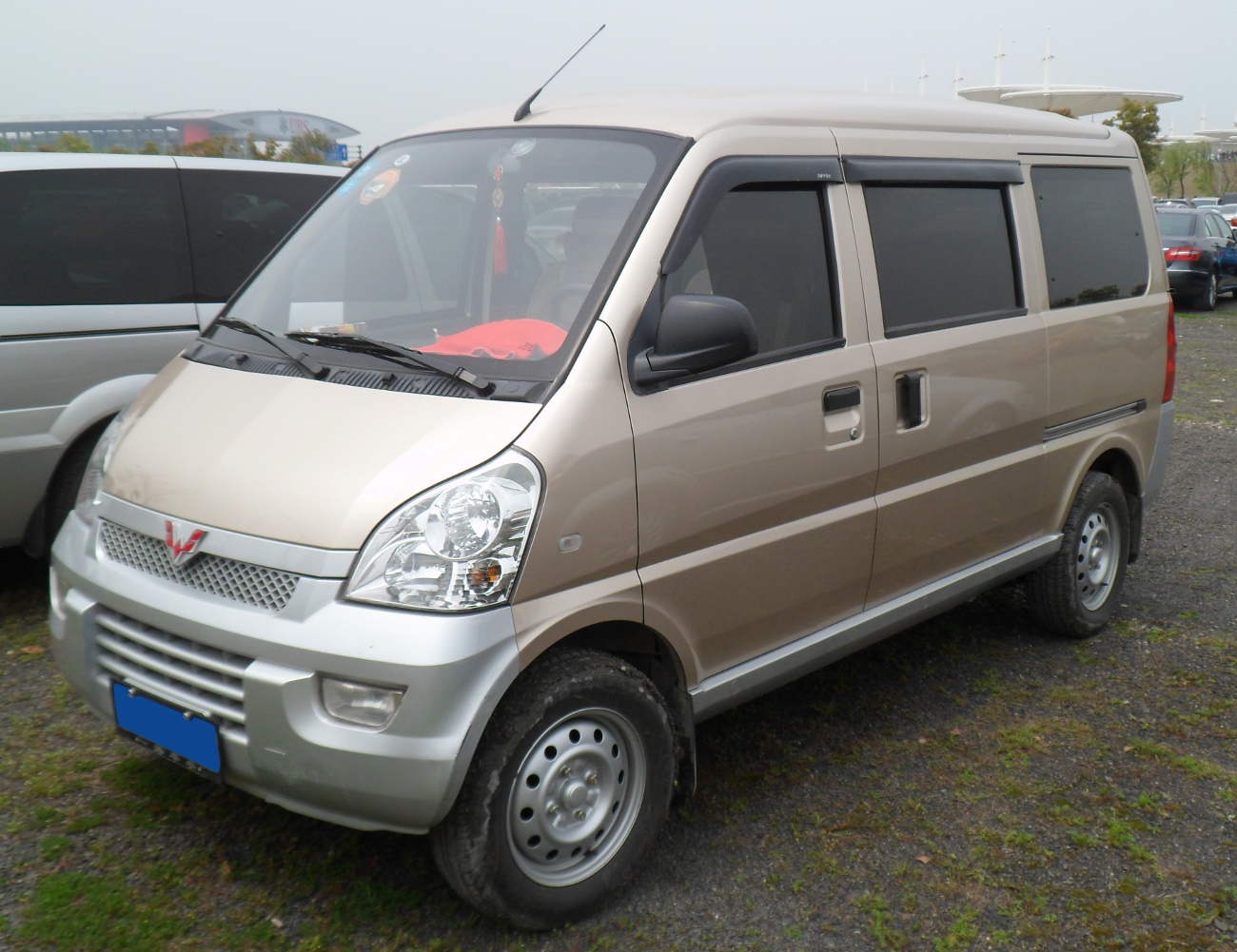
Rongguang
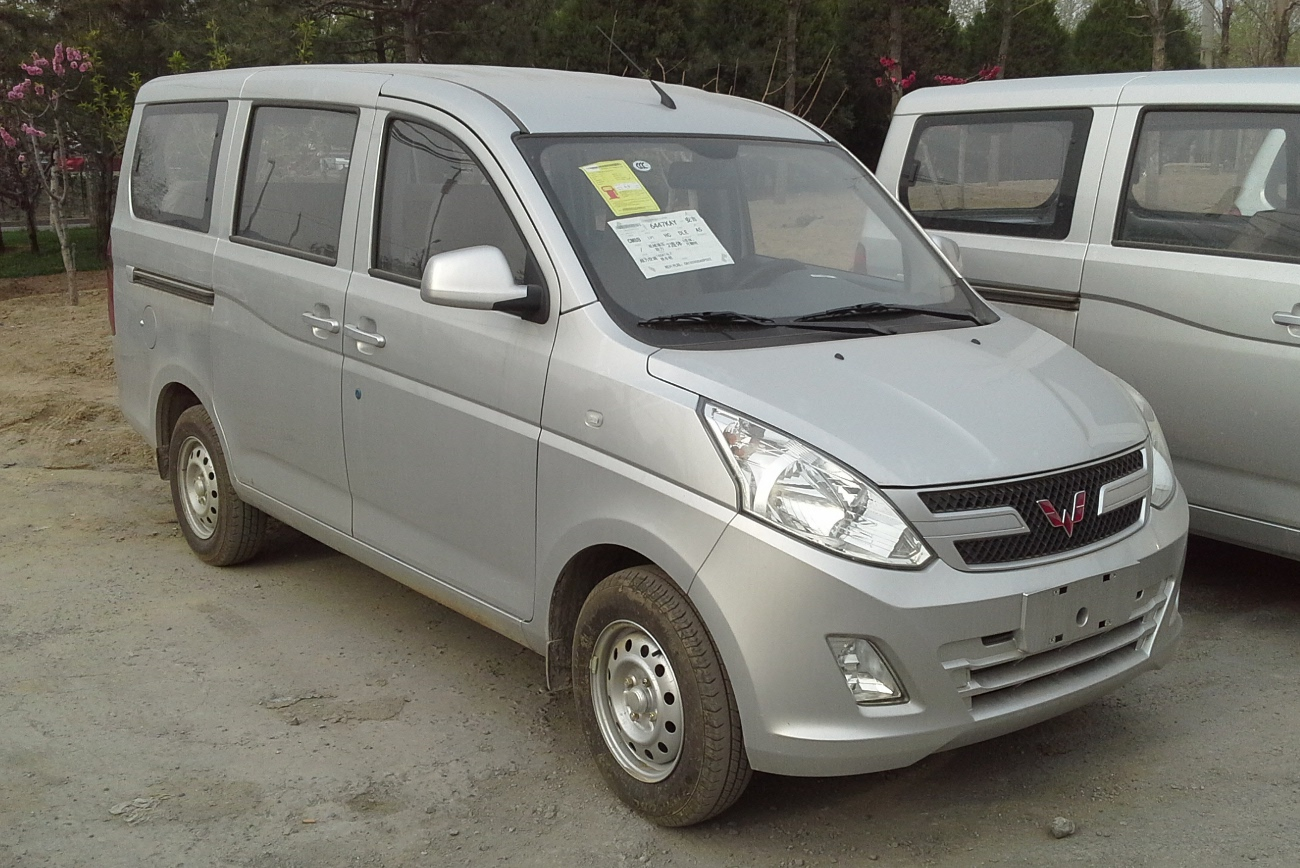
Hongguang V
- Zhengcheng
- Victory[4]
- Zhengtu
- Xingyun
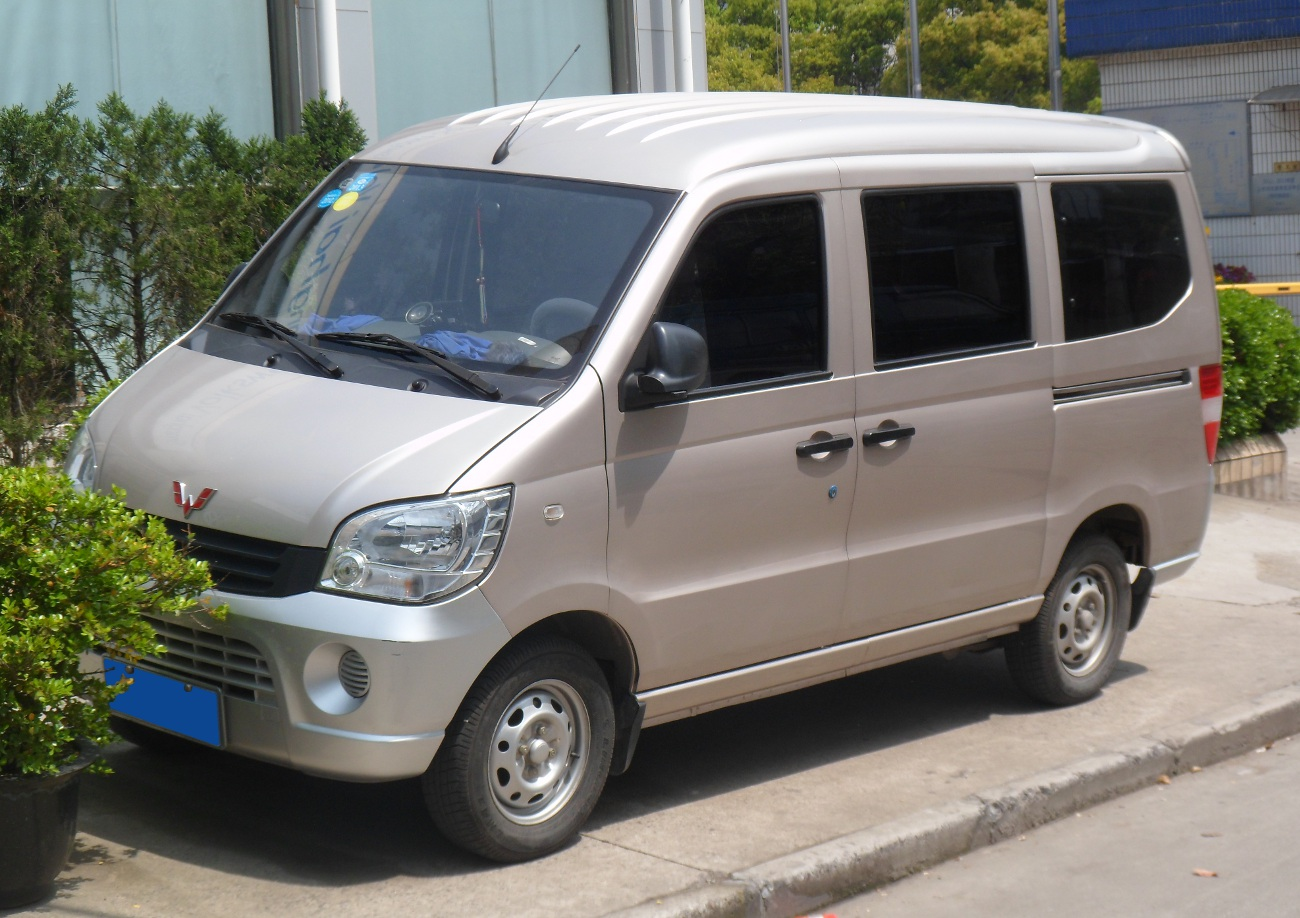
Sunshine
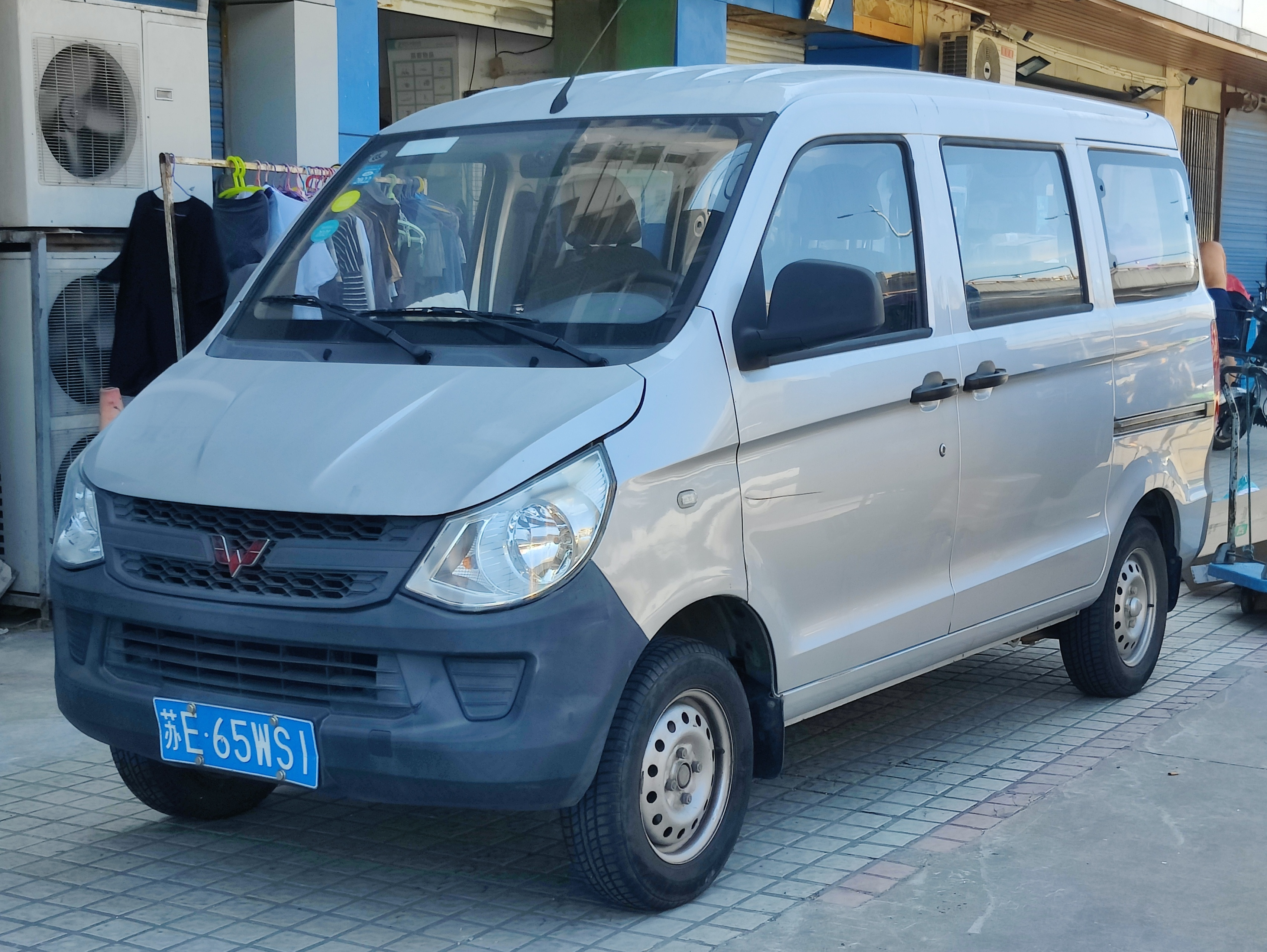
Sunshine S
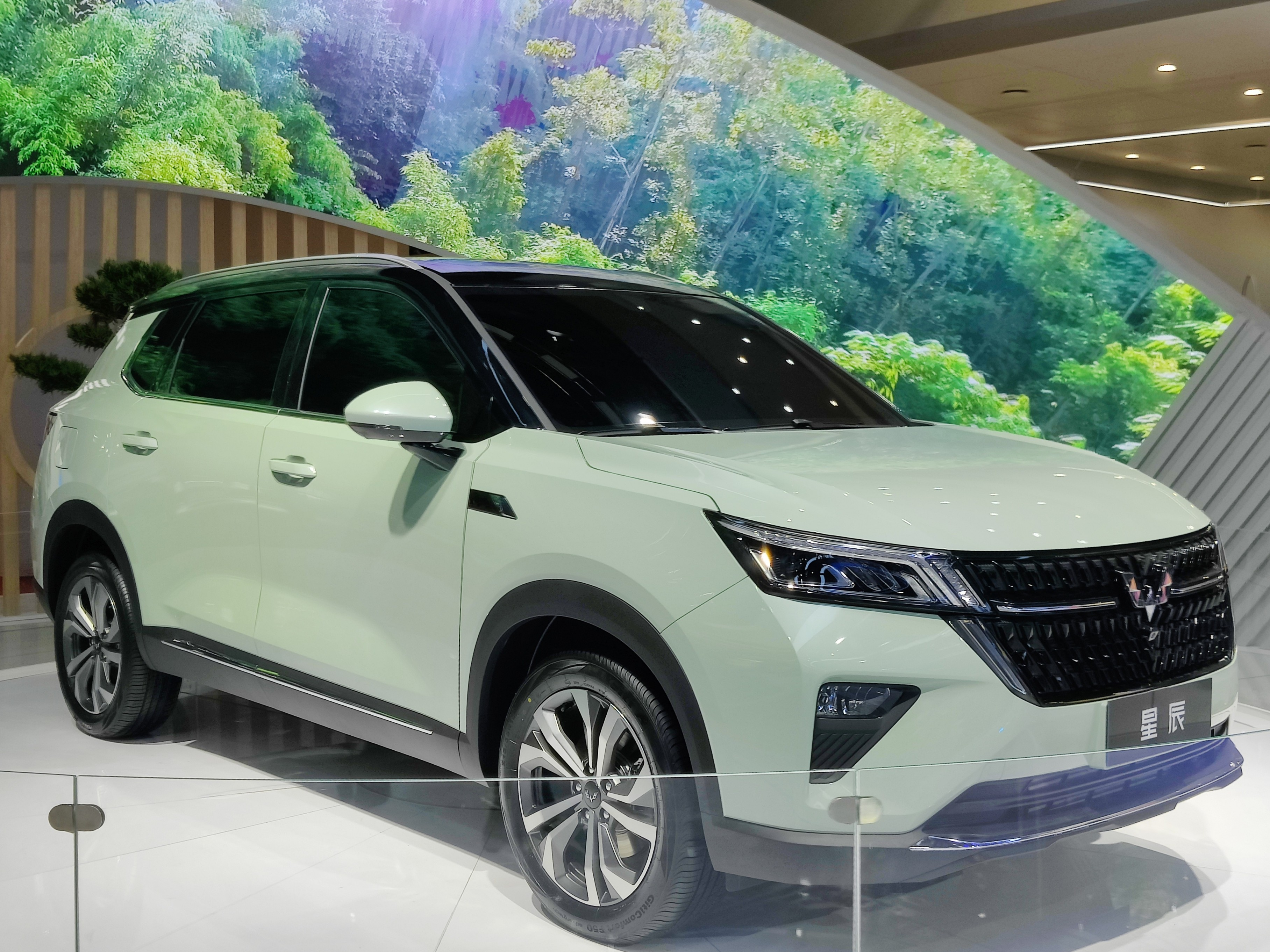
Xingchen (Asta)
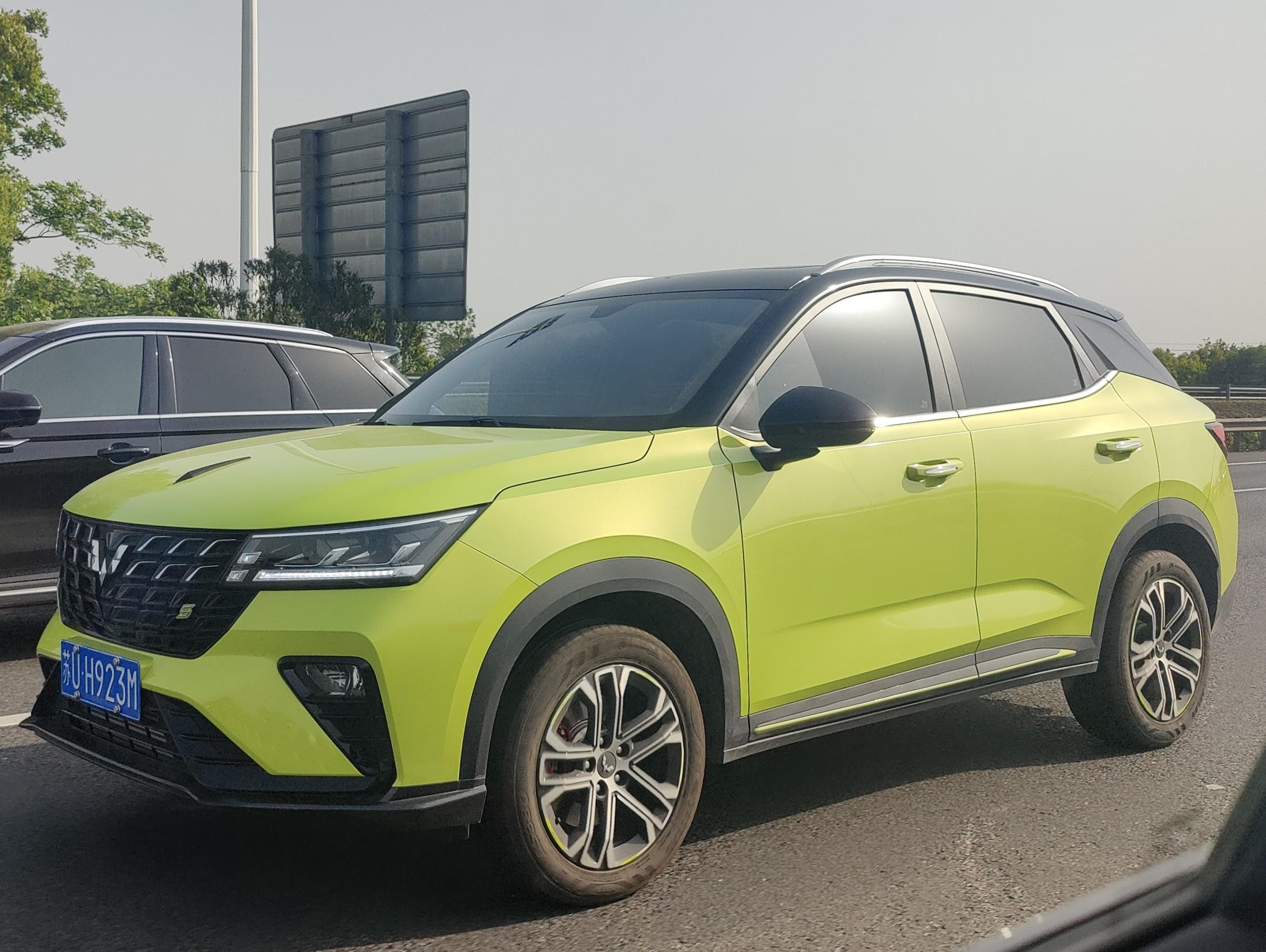
Xingchi
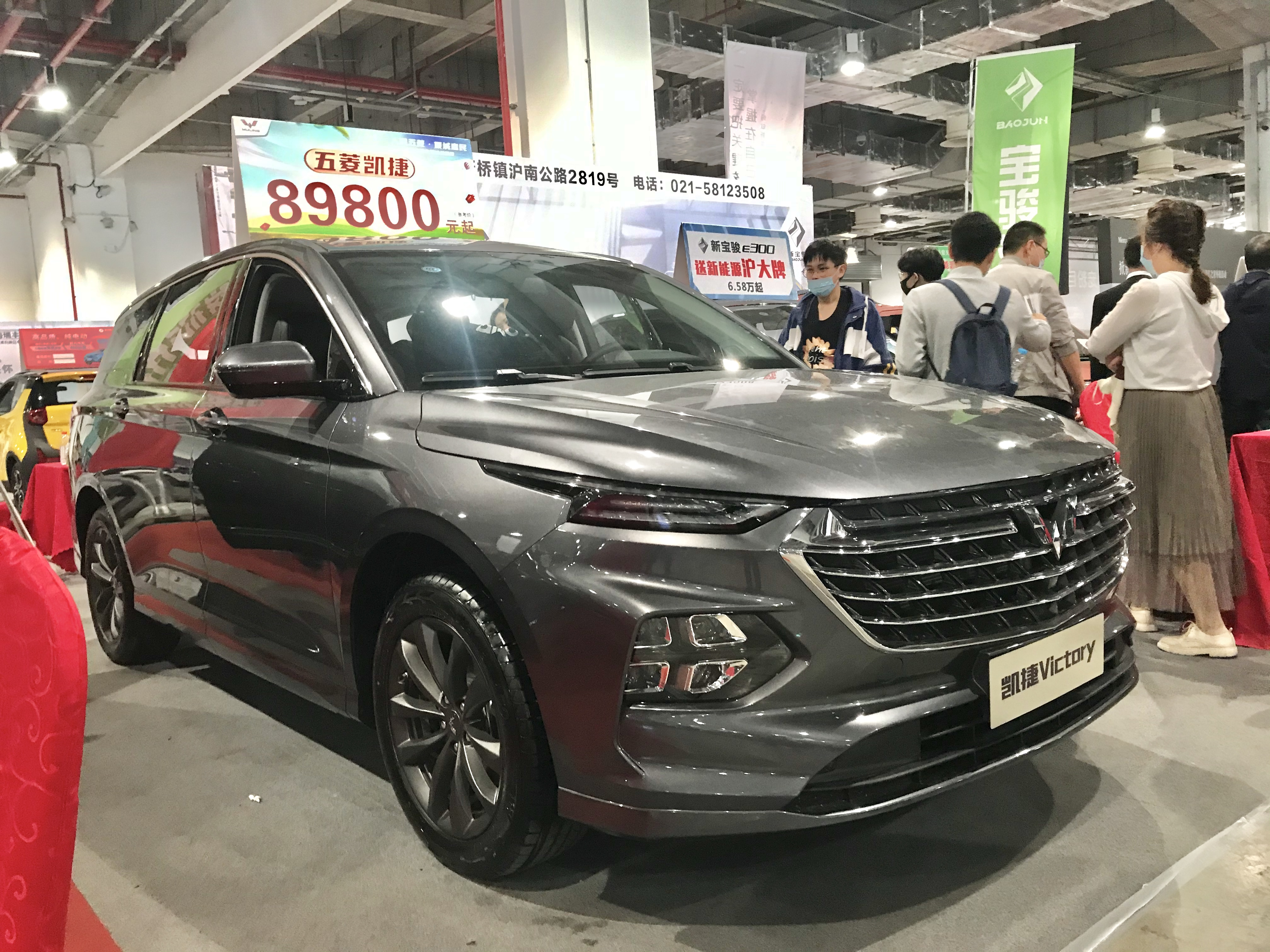
Victory
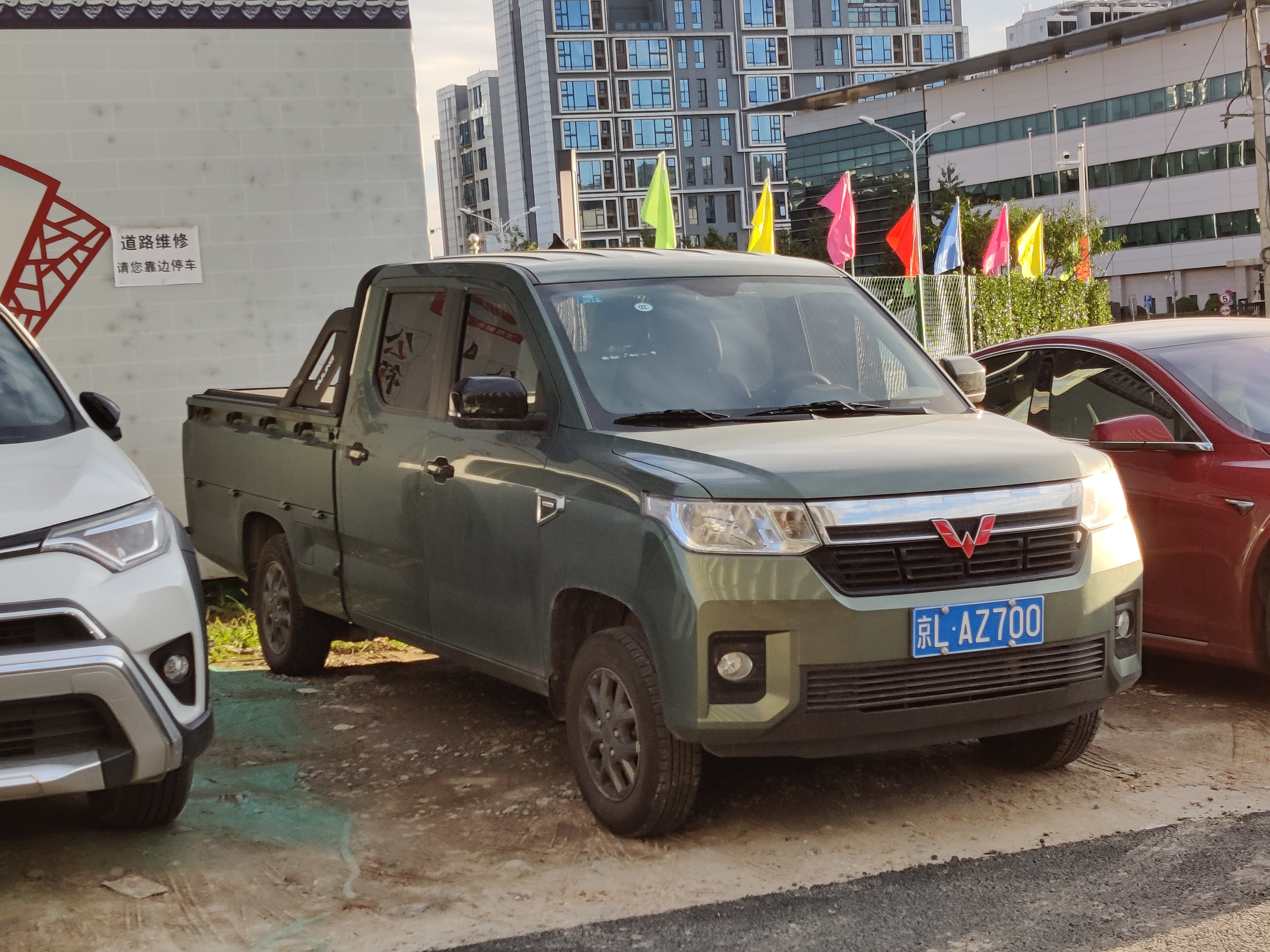
Zhengtu

- Rongguang[6]

- Hongguang Mini EV
- Hongguang Plus
- Hongguang S3
- Hongguang V
- Rongguang
- Rongguang V
- Sunshine II
- Sunshine S
- Xingchen (Asta)
- Xingchi
- Victory
- Zhengtu

### Former Models
- Hongguang (2010-2013)
- Hongguang S / Hongguang S Classic  (1st generation) (2010–2021)
- Dragon / Xingwang[7]
- LZW6370[8](1995–2007)
- Hongtu (also N200[9]) (2007–2012)

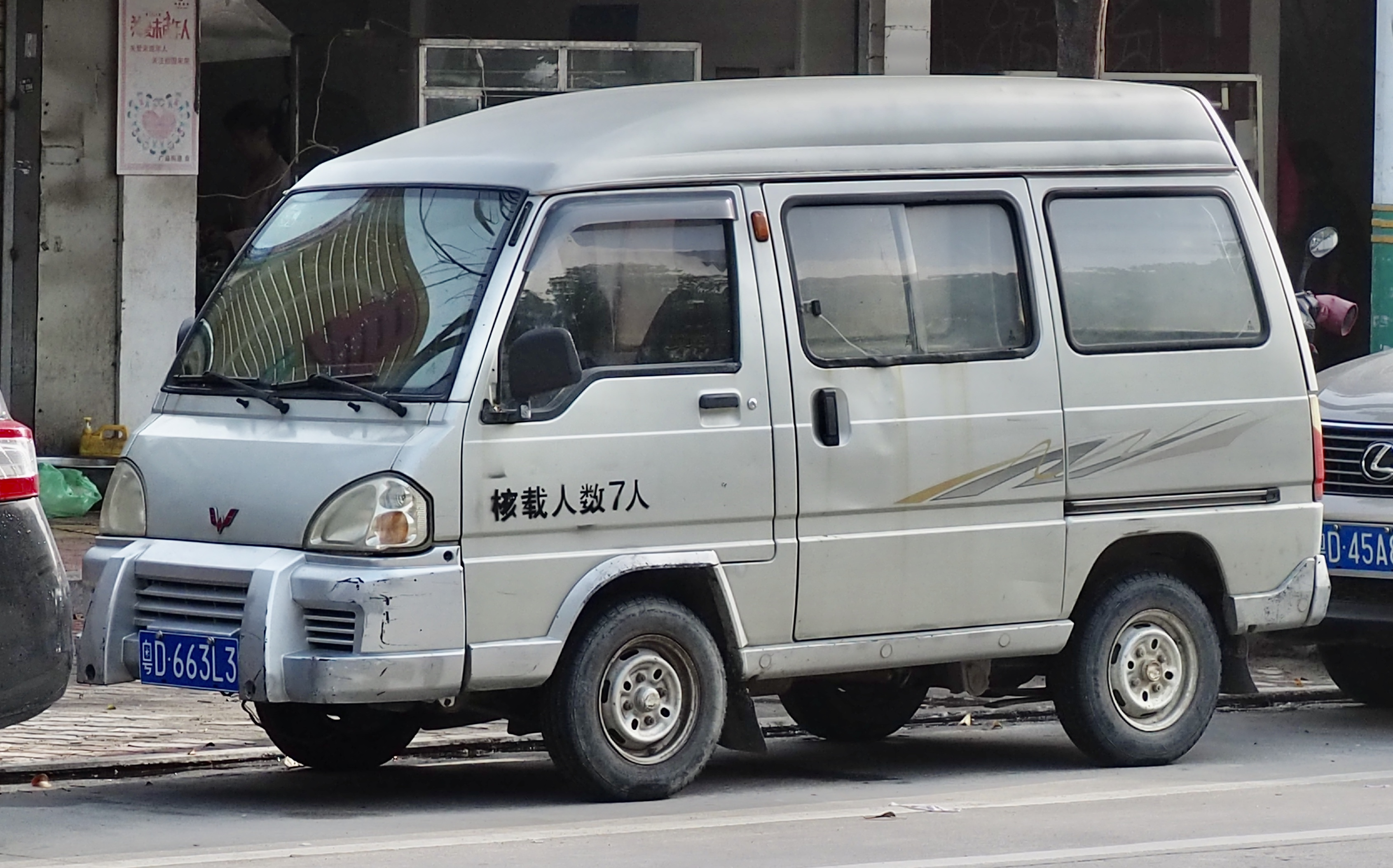
Dragon
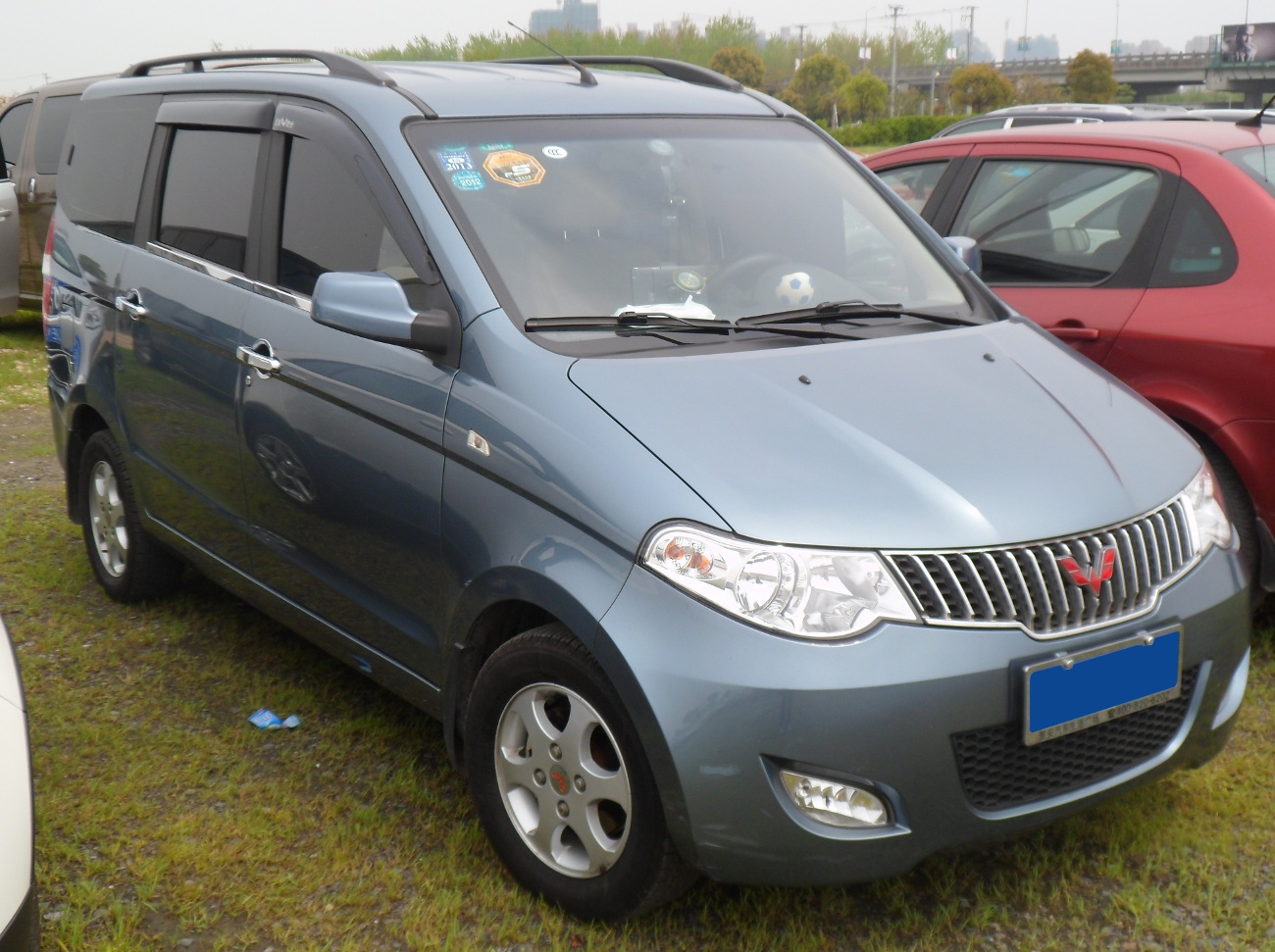
Hongguang
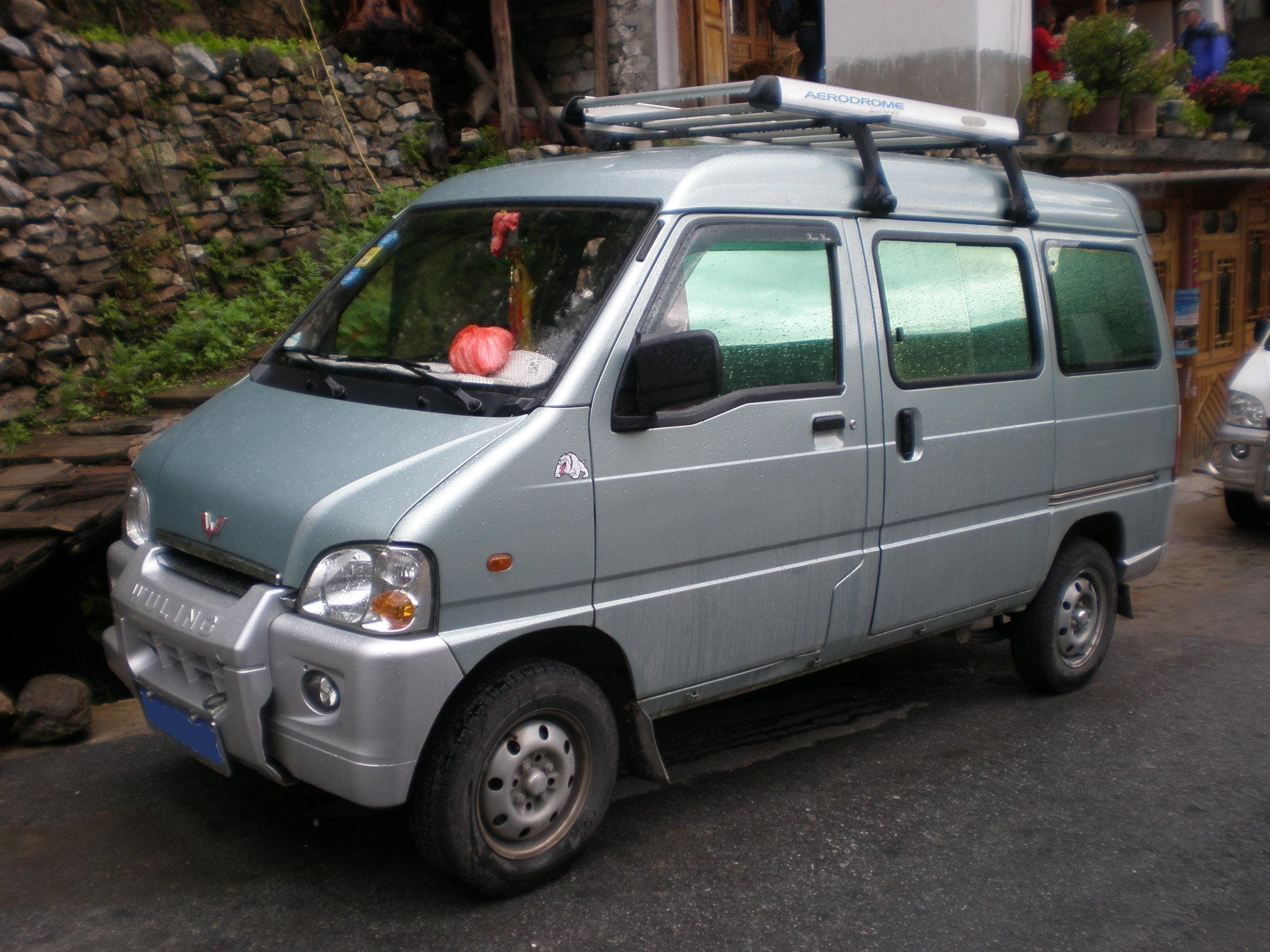
Hongtu
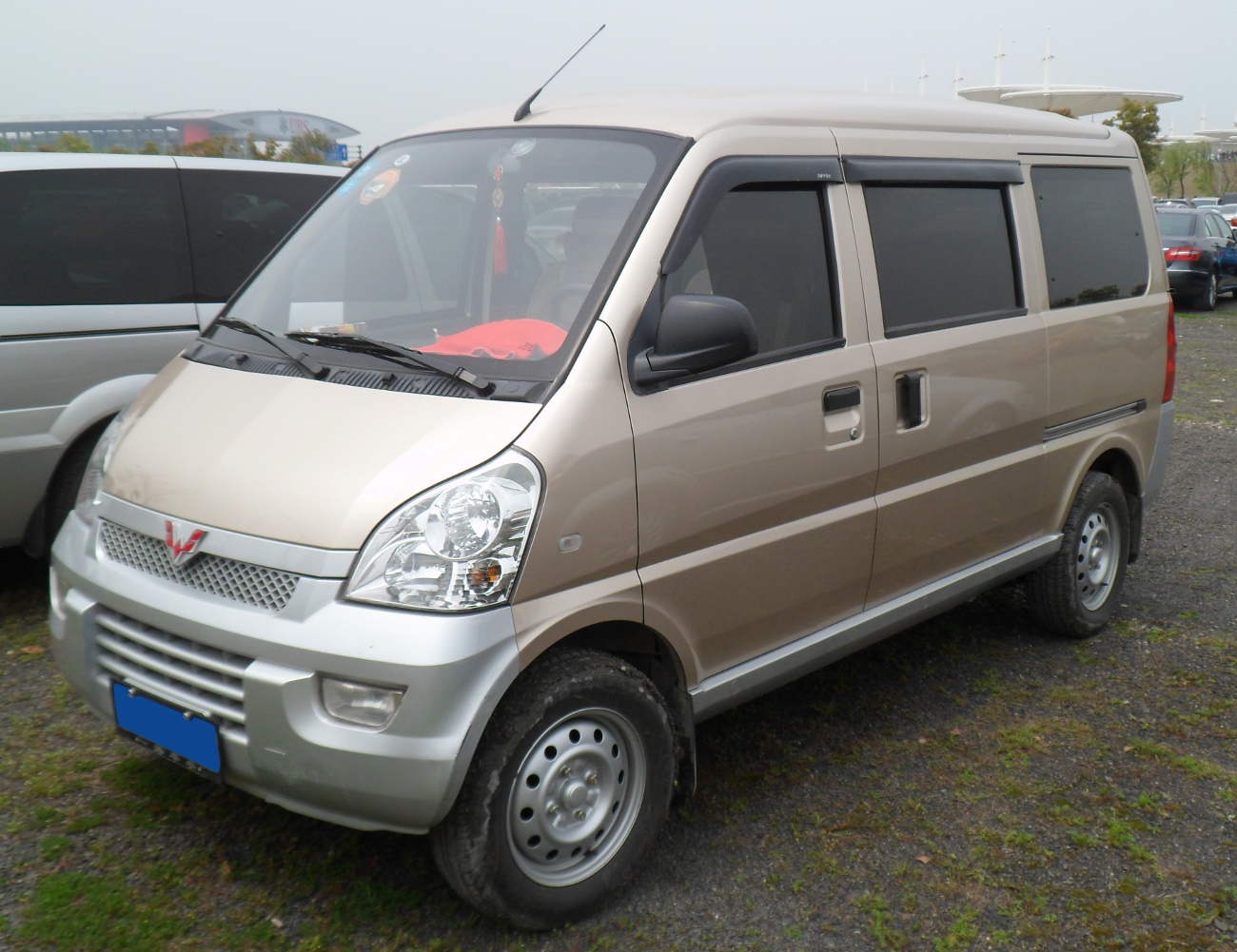
Rongguang
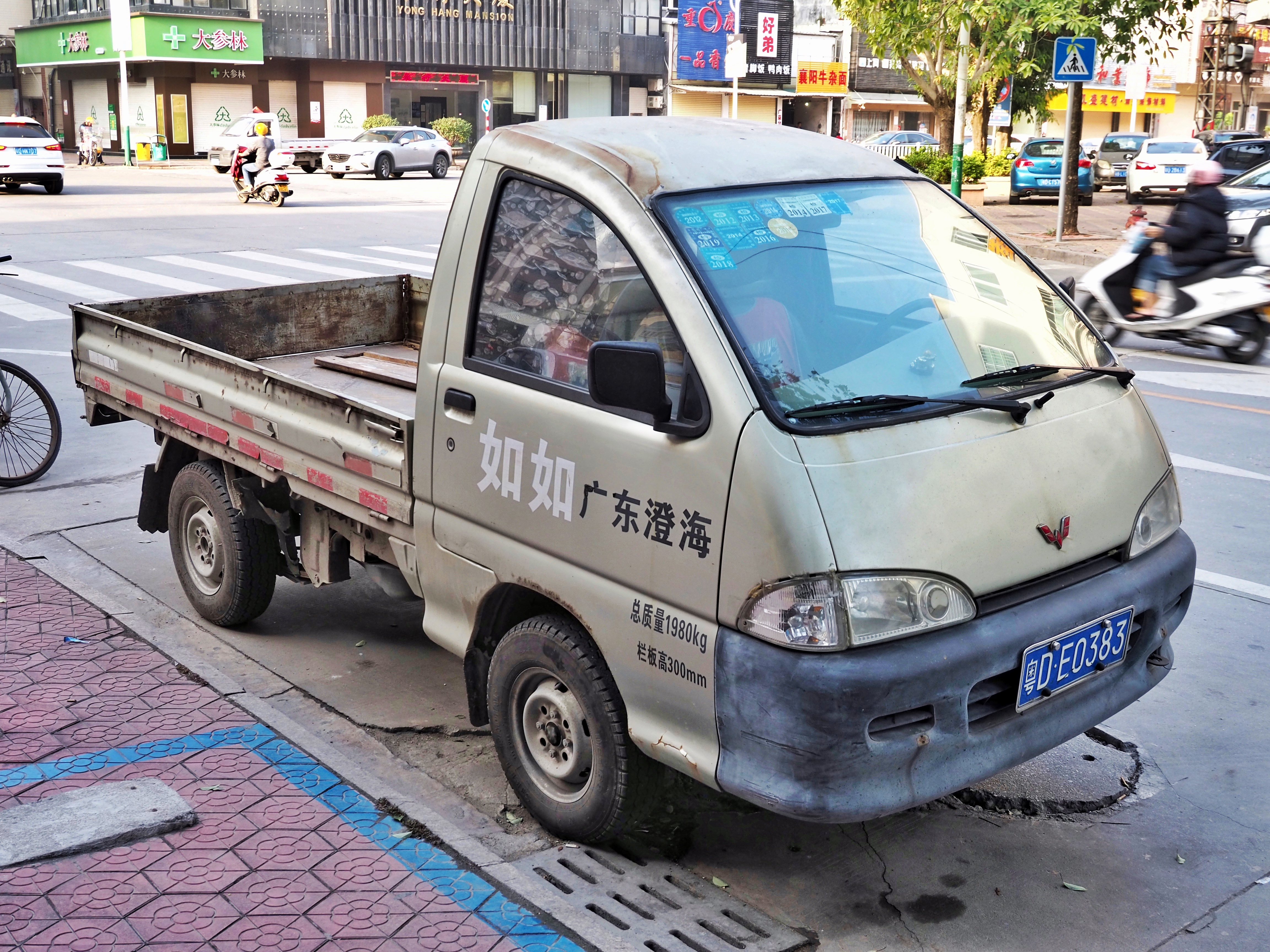
LZW6370

## Modelos de Liuzhou Wuling Industria Automóvil Co. Ltd.
- Wuling Weiwei
- Wuling V2
- Wuling M100
- Wuling S100
- Wuling Q490

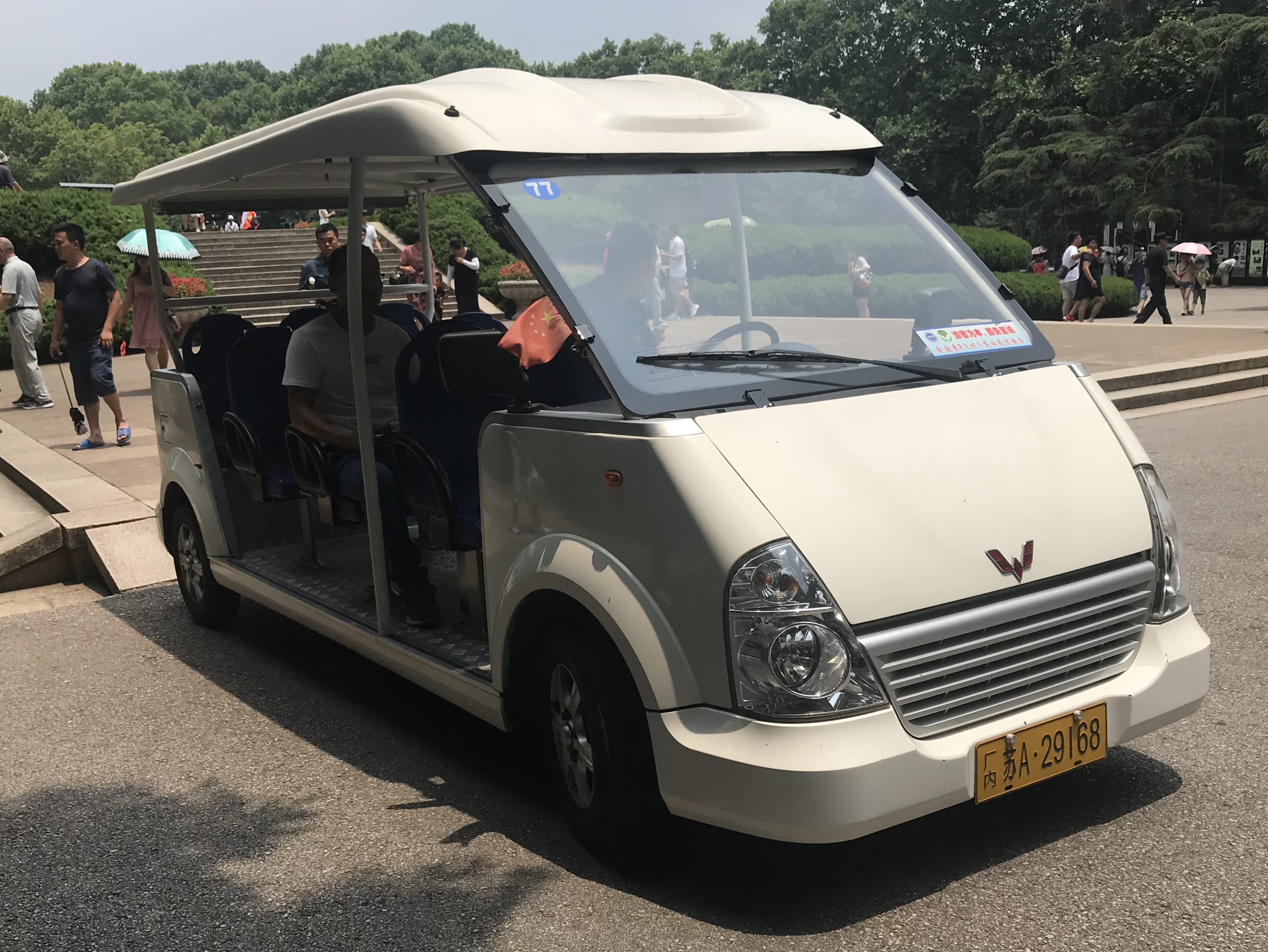
Wuling Weiwei shuttle
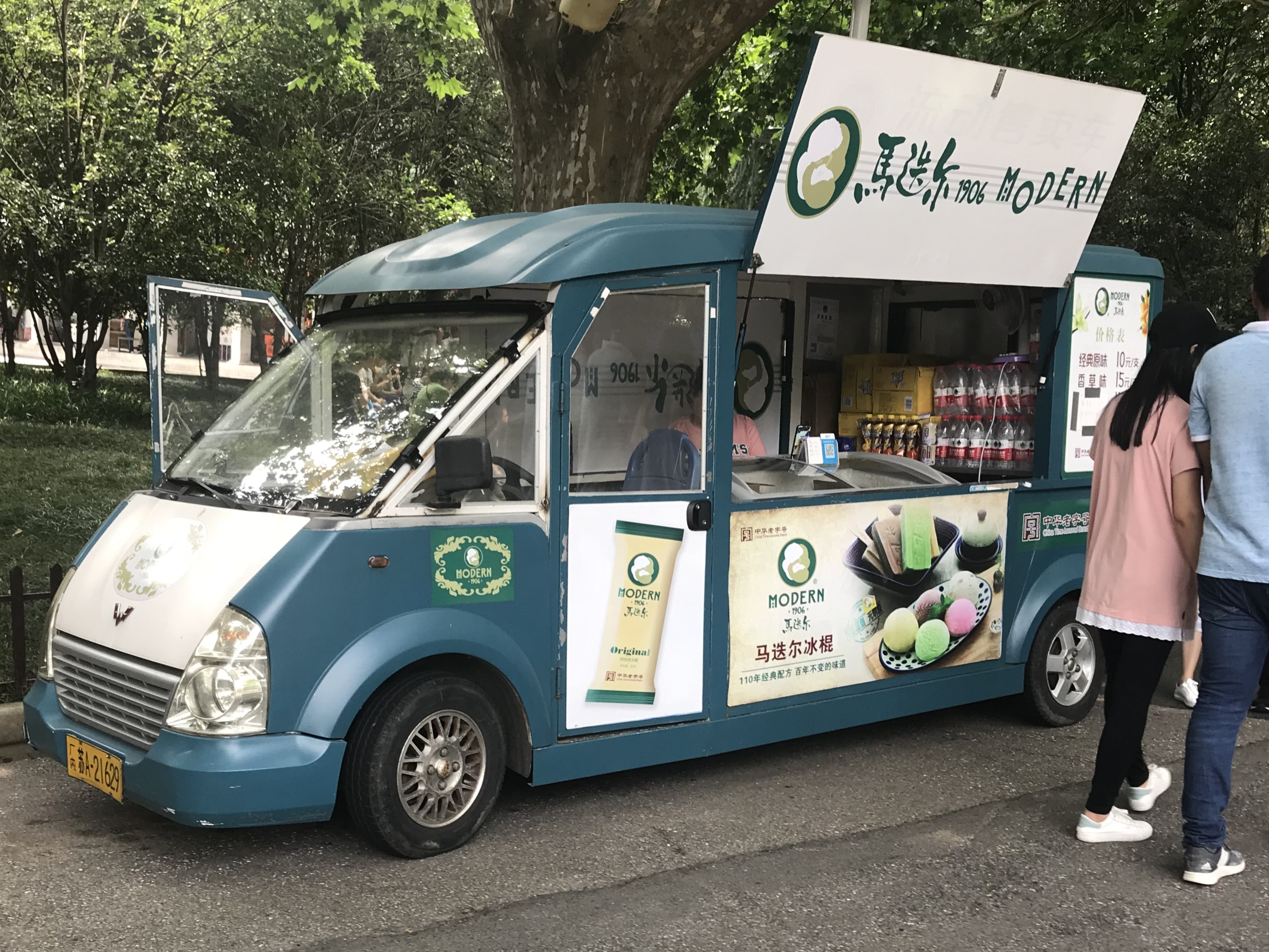
Wuling Weiwei Camión alimentario

## Wuling Motor
Wuling Engine (traducida como Wuling Motor) es una división de Wuling Automóvil qué fabrica motores con la marca Wuling para motocicletas y coches pequeños.  Algunos son en cooperación con compañías como Delphi.

## Conjuntos de generador
Wuling Automobile también fabrica conjuntos de generadores bajo la marca Longward.